# Ji Yue 01
Ji Yue 01 – elektryczny samochód osobowy typu crossover klasy wyższej produkowany pod chińską marką Ji Yue w latach 2023–2024.

## Historia i opis modelu

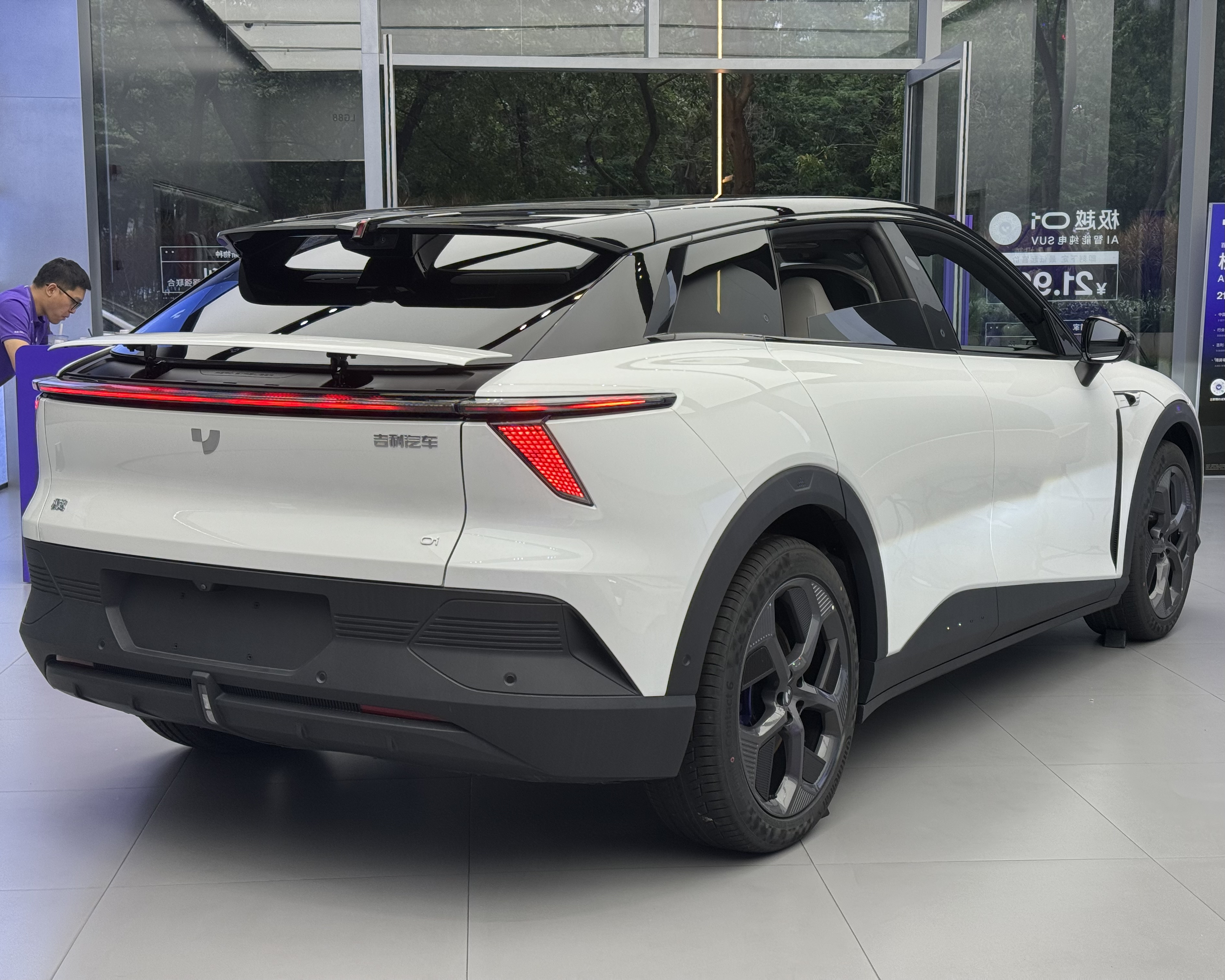
Ji Yue 01 - tył

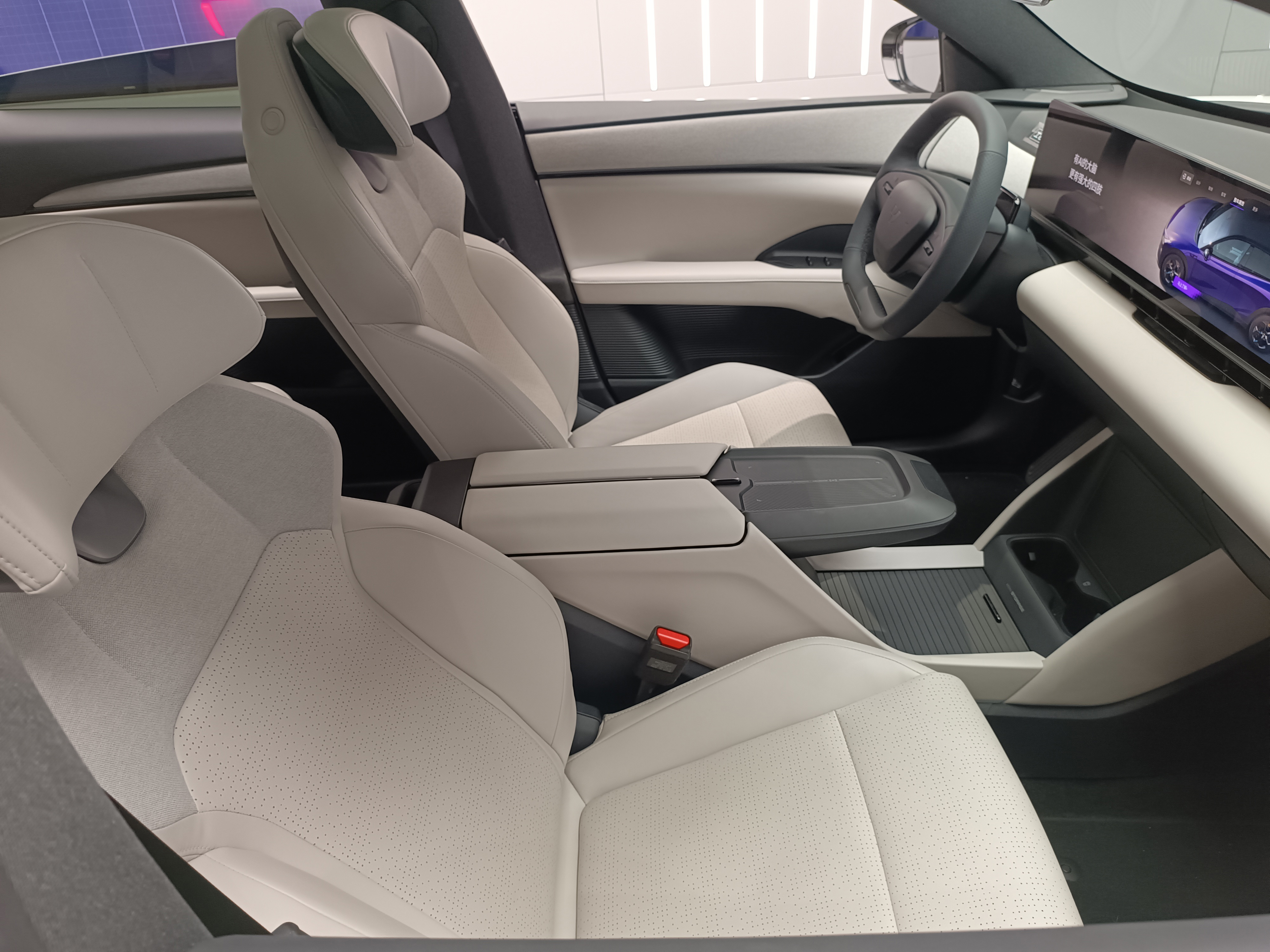
Ji Yue 01 - kokpit

We wrześniu 2021 nowo powstałe z inicjatywy Geely i Baidu przedsiębiorstwo joint-venture Jidu Auto przedstawiło pierwsze fotografie głęboko zamaskowanych prototypów zwiastujących produkcyjny model chińskiej firmy. Debiut gotowego samochodu poprzedziła prezentacja prototypu Robo-01 Concept w czerwcu 2022, zwiastując kluczowe cechy wyglądu pojazdu oraz plany przedsiębiorstwa na najbliższe lata w ramach wydarzenia "Roboday". Ostatecznie debiut modelu pierwotnie nazywającego Jidu Robo-01 miał miejsce z końcem października 2022. Niespełna rok później, w sierpniu 2023 samochód ostatecznie przemianowano na Ji Yue 01.
Pod kątem wizualnym samochód w obszernym zakresie odtworzył cechy poprzedzającego jego debiut prototypu. Zarówno pas przedni, jak i tylną część nadwozia przyozdobiły biegnące przez całą szerokość świetlne pasy wykonane w technologii Full LED, z kolei smukle poprowadzona linia dachu łagodnie opadająca ku tyłowi, a także ograniczona do minimum liczba wklęśnięć i zagłębień na rzecz płaskich powierzchni. Producent zrezygnował z tradycyjnych klamek na rzecz czujników ruchu, z kolei drzwi otwierają się niekowencjonalnie: przednie odchylają się do góry, a tylne otwierają "pod wiatr". Futurystyczno-minimalistyczna kabina pasażerska wyróżniła się brakiem tradycyjnego koła kierownicy na rzecz wolantu, z kolei deskę rozdzielczą pozbawioną przełączników i tradycyjnego układu przyrządów utworzył duży, 35-calowy wyświetlacz biegnący przez całą szerokość kokpitu i wyświetlający obraz w technologii 3D.
Ji Yue 01 to samochód zaawansowany technicznie, który wyposażony został w czwarty poziom półautonomicznej jazdy i rozbudowane zystemy wsparcia kierowcy podczas jazdy. Samochód wyposażono w 8295 inteligentnych czipów firmy Qualcomm, czip Orin X firmy Nvidia, 31 zewnętrznych sensorów, 12 kamer HD, dwa radary monitorujące otoczenie typu LiDAR oraz system sztucznej inteligencji.

### Sprzedaż
Przedprodukcja Jidu Robo-01 rozpoczęła się pod koniec października 2022 w chińskich zakładach produkcyjnych Geely w mieście Hangzhou. Po zmianie nazwy, seryjna produkcja samochodu ruszyła w ostatnim kwartale 2023 roku poczynając od dostaw specjalnej edycji premierowej Lunar Edition ograniczonej do 2 tysięcy egzemplarzy i z ceną 399 800 juanów. Ji Yue 01 był samochodem przeznaczonym wyłącznie na wewnętrzny, chiński rynek, znikając z niego zaledwie rok po debiucie z powodu bankructwa Ji Yue w grudniu 2024.

### Dane techniczne
Ji Yue 01 to samochód w pełni elektryczny, do którego napędu wykorzystany został pakiet dwóch silników o łącznej mocy 536 KM. Pozwoliło to na osiągnięcie sprintu do od 0 do 100 km/h w 3,9 sekundy, z kolei pakiet baterii o pojemności 100 kWh dostarczany przez chińską firmę CATL według danych producenta pozwala przejechać na jednym ładowaniu do 600 kilometrów.